# Rozchodnik karpacki
Rozchodnik karpacki, rozchodnikowiec karpacki (Hylotelephium telephium subsp. fabaria) – podgatunek rośliny z rodziny gruboszowatych. Występuje w górach środkowo-wschodniej Europy. W Polsce rozpowszechniony w Karpatach oraz na pogórzu.

## Morfologia

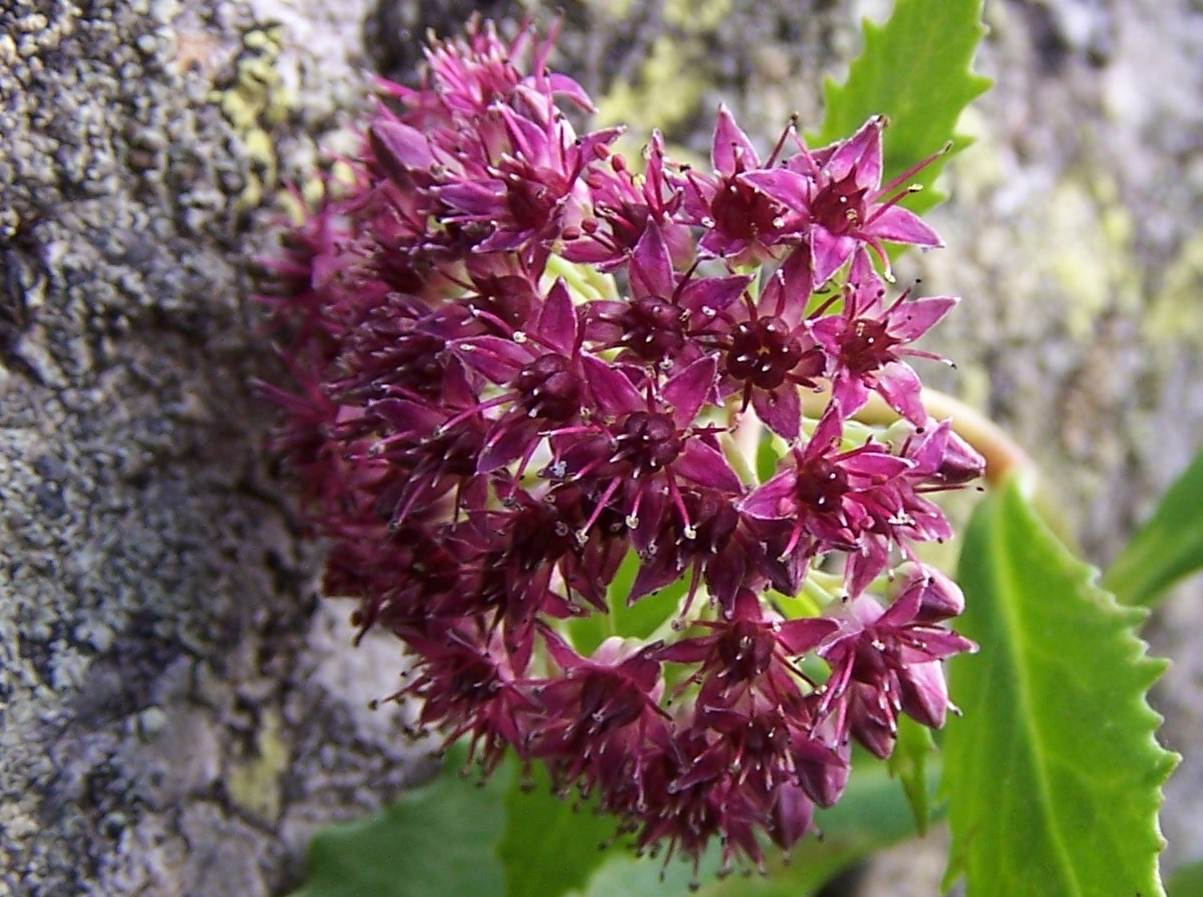
Kwiaty

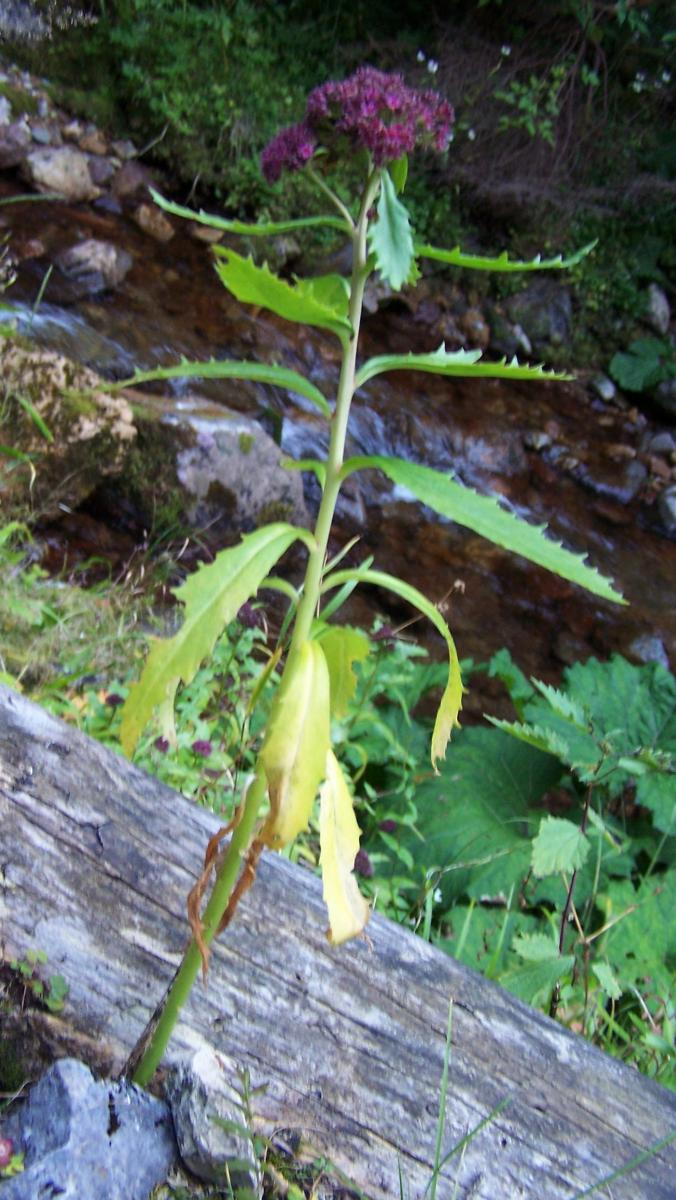
Pokrój

PokrójRoślina osiągająca wysokość 50 cm. Wszystkie nadziemne pędy jesienią obumierają.
ŁodygaPędy kwiatostanowe wzniesione, mięsiste, pojedyncze.
LiścieUlistnienie skrętoległe. Liście mięsiste, płaskie, wąskojajowate, długości 5–8 cm, nieregularnie ząbkowane. Wszystkie liście stopniowo zwężają się w ogonek liściowy.
KwiatyO barwie purpurowo-różowej, zebrane w płaskie, duże, gęste, rozgałęzione i zwarte nibybaldachy o średnicy 15–20 cm. Płatki korony ostro zakończone, prosto rozwarte i płaskie na szczycie. Mają długość równą długości pręcików. Wewnętrzne pręciki są w 1/3 długości przyrośnięte do płatków. Mają czerwonobrunatne pylniki, z czasem czerniejące.
OwoceWielonasienne torebki (mieszki).
KorzeńBulwiasty.

## Biologia i ekologia
- Rozwój: bylina, geofit. Kwitnie od lipca do września.
- Siedlisko: rośnie na brzegach potoków, zacienionych skałach, piargach, w miejscach śródleśnych, traworoślach i zaroślach. Rodzaj podłoża jest mu obojętny, rośnie na glebach o podłożu obojętnym, a także na podłożu granitowym i wapiennym. Roślina o cechach sukulentów, kępiasta, o zgrubiałych i mięsistych liściach. Rośnie na podłożu suchym pośród rumoszu skalnego o dużej przepuszczalności, dlatego, ze względu na niedobory wody przystosował się do trudnych warunków gromadząc zapasy wody w liściach i łodygach. Pokrywa zwartymi łanami piargi i kamieniste podłoże. Zakorzeniony w głębokich szczelinach występuje również w lasach lub wysokich górach gdzie nie brakuje wody. Częsty w Karpatach od regla dolnego po piętro alpejskie, głównie w piętrze kosówki i piętrze halnym.
- Roślina żywicielska dla gąsienic motyli: niepylaka apollo i modraszka oriona.

## Zastosowanie i uprawa
ZastosowanieJest uprawiany jako roślina ozdobna. Nadaje się do ogrodów skalnych oraz do ogrodów naturalistycznych. Uprawiany również na kwiat cięty – pędy długo zachowują świeży wygląd.
UprawaUprawia się go poprzez sadzonkowanie, którego można dokonywać wiosną i poprzez całe lato. Wymaga stanowisk słonecznych lub półcienistych i suchych gleb. Jest łatwy w uprawie, odporny na choroby i suszę. Istnieje wiele odmian.